# Lophopodella carteri
Lophopodella carteri is een mosdiertjessoort uit de familie van de Lophopodidae. De wetenschappelijke naam van de soort werd in 1868 voor het eerst geldig gepubliceerd door Hyatt.

## Verspreiding
Lophopodella carteri is een rechtopstaande zoetwater mosdiertjessoort die geelachtige, bolvormige en geleiachtige kolonies vormt. Deze soort is inheems in Zuidoost-Azië en er zijn niet-inheemse waarnemingen bekend uit Afrika, Australië, Rusland en Noord-Amerika. De eerste Noord-Amerikaanse gerapporteerde waarneming was in Princeton (New Jersey) in 1930. Sindsdien is het gemeld uit Quebec, de Grote Meren, Maryland, Virginia, Kentucky en Oregon. Het leeft in meren en rivieren en is gehecht aan rotsen, hout, waterplanten, sponzen, zoetwatermosselen en andere mosdiertjes.